# Андрей Кудин
Андрей Павлович Кудин (на руски: Андрей Павлович Кудин, роден на 9 март 1963, Днепропетровск, Украинска ССР, СССР) е съветски и руски учен в областта на китаистиката, писател, поет, музикант, автор на песни и публицист, Доктор по теология, Членът на Съюза на писателите на Русия. Специалист по история на религиите. Автор е на книги за историята на България, икономиката на Китай, историята на архитектурното изкуство на храмовата архитектура на Древна Русия, както и на редица монографии за икономическото и духовното развитие на азиатските и европейските страни.

## Биография
Завършва Московския държавен институт за международни отношения към Министерството на външните работи на СССР и Духовната академия „Кирил и Методий“. Работил е в Института за Далечния изток на Руската академия на науките, в различни търговски структури, а понастоящем се занимава с индивидуална предприемаческа дейност. Основното литературно произведение на Кудин е книгата „Български мистерии“ в четири тома. Първоначално книгата е написана на руски език, но по-късно е преведена на български и английски. Изданието предизвиква голям интерес сред руските и българските читатели и е отличено със „Златна евразийска награда“ в номинацията „Етнографски и етноложки изследвания“.

### Научни дейности
Андрей Кудин е работил върху китайската икономика и историята на световните религии и има докторска степен по теология. Той проучва и ролята на китайския частен бизнес като най-важния двигател на икономиката на КНР в периода 1980-2010 г. Също така основен труд на Кудин А. П. е посветен на византийското влияние и руските традиции в архитектурата на каменните храмове в Киев в епохата на формиране на християнството в Русия.

## Награди и почести
- «Златен кръст на Ордена на православните кръстоносци на Божи гроб»[11]
- «Орден на Свети Андрей Апостол»
- «Златен лауреат»[12]

## Дискография

#### Студийни албуми
- 2022 — «Ни позже, ни раньше»
- 2023 — «Память»
- 2023 — «По волнам моих рёбер»
- 2024 — «Ангел»
- 2024 — «Я Андрей»
- 2025 — «Моральный кодекс»

#### Синглы
- 2023 — «Водка, лодка и селёдка»
- 2023 — «Ангел»
- 2023 — «Новогодняя песня»
- 2024 — «Не бросай»
- 2024 — «Ты больше не придёшь»
- 2024 — «Я не грущу»[13][14]
- 2024 — «Ты мой лучик»
- 2024 — «Всем моим встречам разлука улыбалась»[15]
- 2024 — «Молчит луна»
- 2024 — «Доброе сердце»[16]
- 202 — «Доброе сердце»[16]

## Видеографията
- Андрей Кудин — «Водка, лодка и селёдка» (2023)
- Андрей Кудин — «Ни позже, ни раньше» (2023)[17]
- Андрей Кудин — «Мама» (2023)
- Андрей Кудин — «Я поехал за границу» (2023)
- Андрей Кудин — «Так живёт деревня» (2023)
- Андрей Кудин — «Ангел» (2024)
- Андрей Кудин — «Я Андрей» (2024)

## Списък на произведения
- Кудин А. П. Болгарские тайны. От апостола Андрея до провидицы Ванги.   М., Вече, 2016. ISBN 978-5-4444-5039-0.
- Кудин А. П. Болгарские тайны – 2. От Ахилла до Льва Толстого. Вече.   М., 2018. ISBN 978-5-4444-6638-4.
- Кудин А. П. Болгарские тайны – 3. Русско-болгарские отношения от хана Кубрата до совместных полётов в космос. Вече.   М., 2020. ISBN 978-5-4484-2293-5.
- Кудин А. П. Болгарские тайны — 4 Русско-болгарские отношения от походов князя Святослава до гастролей Таганки и Высоцкого.- Вече.- М., 2023. — ISBN 978-6-4484-4410-4
- Кудин А. П. Византийско-русский синтез в каменных храмах Киева (конец X – XI века).   М., Дашков и Ко, 2017. ISBN 978-5-394-02902-8.
- Кудин А. П. Частные предприятия в Китае: политика и экономика. Ретроспективный анализ развития в 1980-е – 2010-е годы.   М., Дашков и К, 2017. ISBN 978-5-394-02868-7.
- Кудин А. П. Неразгаданите мистерии на България.   София, Unicart, 2015. ISBN 978-954-2953-51-7.
- Andrei Kudin. Bulgarian Mysteries: From Andrew the Apostle to Mystic Baba Vanga.   Independently published, 2019. ISBN 978-179-4512-84-9.
- Andrei Kudin. Bulgarian Mysteries 2: From Achilles to Leo Tolstoy.   Independently published, 2019. ISBN 978-109-2423-41-0.
- Кудин А. П. Неразгаданите Мистерии на България том 2. — София: UNICART, 2017. — ISNB 978-954-2953-76-0

Научни статии
- Карлусов В. В., Кудин А. П. Китайское присутствие на российском Дальнем Востоке: историко-экономический анализ //  .   2002. с. 76—87.
- Анкилов К. Н., Калашников Д. Б.,  Карлусов В. В., Кудин А. П. Китай в ВТО: уроки поддержки национального бизнеса //  .   2004. с. 129—148.
- Карлусов В. В., Кудин А. П. Власть и бизнес в Китае: ретроспективный анализ отношений //  .   2012. с. 2—9.[неработеща препратка]
- Карлусов В.В., Кудин А.П. Китайская модель государственного регулирования экономики: ретроспективный анализ в мировых сопоставлениях //  .   2014.
- Карлусов В.В., Кудин А.П. Дисбалансы в экономике Китая: структура, динамика, прогнозы //  .   2015. с. 6—32.

### Стихотворения
- Андрей Кудин — «Душа не знает времени»[18].
- Андрей Кудин — «Где та гавань тихая на веки»[19].